# أندرو بيترسون (موسيقى)
أندرو بيترسون (بالإنجليزية: Andrew Peterson)‏ (4 يونيو 1974، مونتيسلو في الولايات المتحدة)؛ كاتب، مغني وروائي أمريكي.

## روابط خارجية
- أندرو بيترسون على موقع ميوزك برينز (الإنجليزية)
- أندرو بيترسون على موقع أول ميوزيك (الإنجليزية)
- أندرو بيترسون على موقع ديسكوغز (الإنجليزية)